# Ophion fuscomaculatus
Ophion fuscomaculatus är en stekelart som beskrevs av Cameron 1899. Ophion fuscomaculatus ingår i släktet Ophion och familjen brokparasitsteklar. Inga underarter finns listade i Catalogue of Life.